# 刘勋宁
刘勋宁（1955年—），男，祖籍陕西清涧，生于青海西宁。中华人民共和国语言学家。

## 生平
1982年毕业于北京大学语言学专业，获硕士学位，并留校任教。2003年获筑波大学语言学博士，先后任教于北京大学（副教授）、华盛顿大学、筑波大学（副教授），现任明海大学语言学教授。

## 著作
- 《现代汉语研究》，刘勋宁著，北京：北京语言文化大学出版社，1998.07，ISBN 7-5619-0613-7